# Propithex tristriata
Propithex tristriata är en fjärilsart som beskrevs av W. Warren 1906. Propithex tristriata ingår i släktet Propithex och familjen mätare. Inga underarter finns listade i Catalogue of Life.